# Kanton Kaysersberg
Kanton Kaysersberg (fr. Canton de Kaysersberg) byl francouzský kanton v departementu Haut-Rhin v regionu Alsasko. Tvořilo ho 12 obcí. Zrušen byl po reformě kantonů 2014.

## Obce kantonu
- Ammerschwihr
- Beblenheim
- Bennwihr
- Ingersheim
- Katzenthal
- Kaysersberg
- Kientzheim
- Mittelwihr
- Niedermorschwihr
- Riquewihr
- Sigolsheim
- Zellenberg